# Wohn- und Wirtschaftsgebäude Holßeler Feld 7
Das Wohn- und Wirtschaftsgebäude Holßeler Feld 7 in der niedersächsischen Gemeinde Geestland, Ortsteil Holßel, im Landkreis Cuxhaven, stammt aus der Mitte des 19. Jahrhunderts.
Aktuell (2024) wird es als Wohnhaus und wohl gewerblich genutzt.
Das Gebäude steht unter Denkmalschutz (siehe auch Liste der Baudenkmale in Geestland).

## Geschichte
Das eingeschossige giebelständige verklinkerte Gebäude, mit Satteldach, dem straßenseitigen Wohngiebel mit Zierfriesen und Schmuckelementen in Klinker sowie segmentbogigen Öffnungen mit betonten Ziegelstürzen und dem einfacheren hinteren Wirtschaftsgiebel mit korbbogiger Grooter Door und teilendem Gesims, wurde 1866 gebaut.
Das Landesdenkmalamt befand u. a.: „… regions- und zeittypisches Bauwerk …“